# 4over6
4over6 是一项 IPv6 过渡技术。它旨在允许互联网服务供应商通过仅支持 IPv6 的基础设施，为用户提供 IPv4 互联网访问能力。 
目前该技术存在两个版本：公共 4over6（Public 4over6，已部署但不建议用于新项目中），以及 轻量级 4over6（Lightweight 4over6，即双栈精简版架构的扩展）。